# Р297 (Росія)
Автошлях Р297 «Аму́р» — автомобільна дорога федерального значення в Росії Чита — Хабаровськ, споруджується автомагістраль, частина траси Омськ — Новосибірськ — Кемерово — Красноярськ — Іркутськ — Улан-Уде — Чита — Хабаровськ — Владивосток, з під'їздами до Благовєщенська, портів Ваніно і Находка. Забезпечує наскрізний цілорічний рух між Москвою і Владивостоком. До 31 грудня 2017 Автомагістраль М58
За фінансово-господарськими планами, ділянка Чита-Хабаровськ матиме ширину 7 м, на добу по ній проїжджатиме до 3000 автомобілів з середньої швидкістю 100 км/год. Ділянка завдовжки близько 2165 км.
М58 «Амур» — автомобільна дорога федерального значення, що сполучає Читу і Хабаровськ. Протяжність траси складає понад 2 тис. км. Траса проходить через Читу, Невіри, Свободний, Архару, Біробіджан і Хабаровськ і розташована на території чотирьох суб'єктів РФ: Забайкальського і Хабаровського країв, Амурської області і Єврейського автономного округу. Траса «Амур» забезпечує наскрізний цілорічний рух між Москвою і Владивостоком. Розрахункова інтенсивність руху — 3 тисячі автомобілів за добу.
Будівництво автомобільної дороги «Амур» у рамках виконання доручення президента РФ і федеральної цільової програми «Модернізація транспортної системи Росії (2002–2010 роках)» завершилося в 2010. Траса є частиною азійського маршруту АН30 Чита — Хабаровськ — Уссурійськ.
Відгалуження Бєлогорськ—Благовєщенськ довжиною 124 км було побудовано у 1949 році, реконструйовано в 1998–2001 роках. Є частиною азійського маршруту АН31 Бєлогорськ — Благовєщенськ — Хейхе — Харбін — Шеньян — Далянь.

## Маршрут
0 км - Чита
44 км - Танха
49 км - відгалуження на Новотроїцьк
104 км - відгалуження на Урульгу
120 км - Нарин-Талача
129 км - Верхня Талача
175 км - Середня Кія
186 км - Богом'ягково
205 км - Островки
213 км - Новоберезовське
231 км - Знаменка
275 км - Багульний
310 км - Чернишевськ
352 км - Жирекен
362 км - Кавекта
379 км - відгалуження на Аксеново-Зіловське
589 км - Могоча
682 км - Амазар
км - Єрофей Павлович
890 км - відгалуження на Уруша
км - відгалуження на Тахтамигда
км - відгалуження на Сковородіно
км - Невер, початок автостради А360
1059 км - відгалуження на Талдан
км - відгалуження на Гудачі
км - відгалуження на Гонжа
1143 км - відгалуження на Магдагачі
км - відгалуження на Дактуй
1205 км - відгалуження на Тигда
км - відгалуження на Чалгани
км - відгалуження на Ушумун
1270 км - відгалуження на Сиваки
1370 км - відгалуження на Шимановськ
км - відгалуження на Ціолковський
1447 км - відгалуження на Свободний
1488 км - відгалуження на Серишево
1523 км - відгалуження на Бєлогорськ
1537 км - відгалуження на Возжаєвка
км - відгалуження на Катеринославку
км - відгалуження на Завитинськ
км - відгалуження на Новобурейське
1734 км - відгалуження на Архара
1826 км - відгалуження на Облуччя
км - відгалуження на Біру
км - відгалуження на Біробіджан
км - відгалуження на Смидович
2165 км - Хабаровськ

## Сучасний стан
Актуальною проблемою залишався ремонт ділянок загальною довжиною 641 кілометр, де асфальт було укладено ще у 1980-х роках та свій термін повністю відслужив. Виконання капітального ремонту планувалося на 2010-2011 роки.
Станом на грудень 2014 року траса повністю асфальтована, проте зустрічалися короткі гравійні ділянки по кілька метрів для усунення хвиль на дорозі.

## Зображення
|  |  |  |  |